# Ostrov (Karlovy Vary-distriktet)
Ostrov (også kaldet Ostrov nad Ohří ; tjekkisk udtale: [ˈostrof]; tysk: Schlackenwerth) er en by i distriktet  Karlovy Vary i regionen Karlovy Vary i Tjekkiet med omkring 16.000 indbyggere. Den historiske bymidte er velbevaret og er beskyttet ved lov som et kulturmonument.

## Inddeling
Bydele og landsbyer Arnoldov, Dolní Žďár, Hanušov, Hluboký, Horní Žďár, Kfely, Květnová, Liticov, Maroltov, Mořičov og Vykmanov er administrative dele af Ostrov.

## Etymologi
Det oprindelige navn på den første bosættelse var Zlaukowerde (som betyder "Slaukos ø"), som ændrede sig til det tyske navn Schlackenwerth. I 1331 blev navnet Ostrov (dvs. "ø") første gang brugt i et charter af kong Johan af Bøhmen.

## Geografi
Ostrov ligger omkring 9 km  nordøst for Karlovy Vary. Det meste af kommunens område ligger i Sokolov-bassinet, men det strækker sig også til Doupov-bjergene i øst og til Ertsbjergene i nord. Det højeste punkt er bjerget Hlaváč på 908 meter  over havets overflade. Byen ligger ved sammenløbet af Bystřice-floden og Jáchymovský Creek, Ohře løber lige uden for territoriet. Den sydlige del af området er rig på damme.

## Historie
Ostrov blev sandsynligvis grundlagt af Slauko I Hrabišic i begyndelsen af det 13. århundrede. Et fupnummer fra anden halvdel af det 13. århundrede nævnte Sankt Jakob den Stores kirke i 1208, men kirken blev bygget i 1224-1226. Den første troværdige skriftlige omtale af Ostrov er fra 1269.
Under kong Ottokar 2. af Bøhmen blev bosættelsen en kongeby. Dette varede indtil 1400-tallet, hvor familien Schlick købte byen. I 1625 blev byen erhvervet af Julius Henry, hertug af Sachsen-Lauenburg. Han besluttede at gøre Ostrov til bolig for sin familie. Han lod det lokale slot ombygge og udvide, og grundlagde et piaristkloster med en latinskole.
Den gamle bydels udseende er hovedsageligt skabt af byggeaktiviteter efter den sidste store brand i 1866. Fra det 19. århundrede til 1918 tilhørte Ostrov en af grene af det kejserlige hus Habsburg, storhertugerne af Toscana. I det 19. århundrede blev byen industrialiseret. Der blev etableret et smelteværk, en papfabrik og en porcelænsfabrik.
Efter 1. verdenskrig blev Ostrov en del af det nyetablerede Tjekkoslovakiet, da det var beliggende i den historiske region Bøhmen, selvom det havde et tysk flertal og kun 7% af den tjekkiske befolkning. I begyndelsen af anden verdenskrig, under Nazi-Tysklands besættelse af Tjekkoslovakiet  blev den tjekkiske befolkning tvunget til at forlade byen. Slottet blev omdannet til en nazistisk koncentrationslejr, en underlejr til koncentrationslejren Flossenbürg, hvis fanger hovedsageligt var polakker og russere. I april 1945 blev de fleste af de resterende fanger deporteret af tyskerne til koncentrationslejren Leitmeritz. Efter krigen blev den tyske befolkning fordrevet i overensstemmelse med Potsdam-aftalen og erstattet af tjekkere.
Befolkningen i Ostrov voksede derefter, da folk blev flyttet til at arbejde i uranminerne i det nærliggende Jáchymov. De omfattende boligblokke fra 1950'erne, der udgør den nye del af Ostrov, betragtes som et af de bedste eksempler på socialistisk realismearkitektur i Tjekkiet.

## Økonomi
Fra 1960 var byen kendt for produktion af Škoda trolleybusser i mange årtier, men dette sluttede i 2004.
Den største arbejdsgiver baseret i byen er Witte Access Technology, en filial af Witte Automotive. De producerer malede dørhåndtag til bilindustrien. Den traditionelle industri har været produktion af pap der påbegyndtes i 1889. Papos selskabet er den største papproducent i landet.

## Seværdigheder
Det historiske centrums vartegn er Ostrov Slot. Det er et omfattende kompleks af bygninger med en slotspark. Et gammelt bevogtningsslot blev ombygget til en renæssanceresidens i begyndelsen af det 15. og 16. århundrede. I 1640'erne blev det ombygget og udvidet, og endnu en slotsbygning (det såkaldte Prinspalads) blev tilføjet i slutningen af 1600-tallet. I dag rummer hovedbygningen med overdækket gård rådhuset, udstillinger om slottets historie og porcelænsproduktionen i byen samt informationscentret. Prinspaladset fungerer som byens bibliotek, dets Václav Havels Orangeri bruges til udstillinger og koncerter.
Klosterkomplekset ligger ved siden af slotsparken. Piaristklosteret blev grundlagt i 1644. Det tidlige barokkompleks omfatter Bebudelseskirken fra 1666–1673, Sankt Annes begravelseskapel fra 1644, Sankt Florians kapel fra 1692–1693 og Jomfru Mariakapellet af Einsiedeln fra 1709–1710. Der er forskellige udstillinger i kirken og kapellerne, klosterbygningen er lukket for offentligheden.
Det røde dødstårn  er et tårn af røde mursten, der i 1951-1956 fungerede som sorteringshus for uranmalm i Vykmanov-arbejdslejren. I dag er det et nationalt kulturmonument, og siden 2019 har det været på UNESCOs verdensarvsliste som en del af Erzgebirge/Krušnohoří mineområde.

## Gallery
- Prinsens palads
- Sommerhus i slotsparken
- Jomfru Maria af Einsiedelns kapel
- Det gamle rådhus
- Det røde dødstårn